# Óscar Martín Arce Paniagua
Óscar Martín Arce Paniagua (Tijuana, Baja California; 10 de marzo de 1967) es un abogado y político mexicano, miembro del Partido Acción Nacional. Se desempeñó como diputado federal en representación del VIII Distrito Electoral Federal de Baja California en la LXI Legislatura.
El 4 de julio de 2012 solicitó oficialmente ante el comité ejecutivo nacional del PAN la expulsión de Vicente Fox del partido por haber llamado abiertamente a votar por Enrique Peña Nieto, candidato del PRI a la presidencia.